# Narodnooslobodilački partizanski odredi Jugoslavije
Naziv Narodnooslobodilački partizanski odredi Jugoslavije (NOPOJ) koristi se za jedinice pod kontrolom KPJ od lipnja 1941. do siječnja 1942. (Za opću informaciju pogledajte članak Narodnooslobodilački pokret. Za detaljne informacije članak Drugi svjetski rat u Jugoslaviji)
Politbiro Centralnog komiteta KPJ donio je u Beogradu 27. lipnja 1941. odluku o formiranju Glavnog štaba NOPOJ, za čijeg je komandanta imenovan generalni sekretar KPJ, Josip Broz Tito. Bio je izraz koncepcije da se započne široki ustanak i narodnooslobodilački pokret s osloncem na sela, umjesto ograničavanja na štrajkove, sabotaže, atentate i druge akcije u gradovima.  Nekoliko dana kasnije, 4. srpnja, Politbiro donosi odluku o pokretanju oružanog ustanka, a 12. srpnja proglasom poziva narode Jugoslavije na oružanu borbu. 
Članovi Glavnog štaba, uz Tita, bili su članovi Politbiroa KPJ: Milovan Đilas, Edvard Kardelj, Rade Končar, Franc Leskošek, Ivan Milutinović i Aleksandar Ranković, te istaknuti komunistički vođe Sreten Žujović, Ivo Lola Ribar i Svetozar Vukmanović Tempo. Uspostavljena je "personalna unija" između političkog i vojnog rukovodstva. Vojne funkcije su u tijeku cijeloga rata ostale podređene političkim ciljevima; civilnim organima vlasti gotovo uvijek je davana prednost. 
Od desetorice članova Glavnog štaba, jedino je Tito imao vojno iskustvo (kao vodnik u prvom svjetskom ratu); ovaj nedostatak nadoknađen je kasnije postavljanjem vojnih stručnjaka (španjolskih boraca i redovnih ili rezervnih časnika jugoslavenske vojske) u niža tijela.
Ustanak je ubrzo započeo u raznim dijelovima predratne Jugoslavije, bez obzira na političke diobe koje su uvele okupacijske snage. Tito je, kao vrhovni komandat, izradio upustva pod naslovom Zadatak narodnooslobodilačkih partizanskih odreda, objavljena u Biltenu Glavnog štaba NOPOJ 10. kolovoza 1941. Cilj odreda je, prema tim upustvima, oslobođenje naroda Jugoslavije od okupatora i borba protiv njegovih suradnika. Partizanski odredi su borbeni odredi naroda Jugoslavije u kojima se nalaze rodoljubi, nezavisno od političkog uvjerenja, i nisu u službi nijedne partije. Partija je ovdje, da bi privukla masovnu podršku, izostavila cilj "socijalnog oslobođenja", odnosno revolucionarni prevrat. (Pogledajte članak Narodnooslobodilački pokret.)
Na Savjetovanju u Stolicama (kod Krupnja, na teritoriju tzv. Užičke republike) 26. rujna 1941. odlučeno je da se u svim ustaničkim odredima uvede jedinstven ustroj i zajedničko vodstvo, te uvede institucija političkih komesara. Glavni štab NOPOJ preimenovan je u Vrhovni štab (kojem je na čelu Tito), te su, u skladu s federalističkom koncepcijom KPJ preuređenju Jugoslavije, formirani njemu podređeni glavni štabovi za Sloveniju, Hrvatsku, Srbiju, Bosnu i Hercegovinu i Crnu Goru. Odred je zadržan kao najveća jedinica (manje nezavisne jedinice su bile čete, a najmanje partizanske grupe), a prema potrebi mogu se formirati grupe odreda. Odred se dijeli na dva do četiri bataljona, zatim na čete, vodove i desetine. Utvrđeno je da četa bude osnovna jedinica koja broji 80-120 boraca. Skrenuta je pažnja na značaj unapređenja obavještajne službe, saniteta i intendature.
U svim jedinicama uvedeni su politički komesari, koji će brinuti o disciplini, moralu i provođenju političke linije KPJ. Odlučeno je i da se na svim oslobođenim teritorijima osnivanju narodnooslobodilački odbori kao organi "narodne vlasti" i razvija politička aktivnost u narodu. Za amblem pripadnika partizanskih jedinica određen je komunistički simbol, crvena petokraka zvijezda (nosili su je i vojnici SSSR-a). Ove su odluke bile protivne uputama koja je preko radio-veze iz Moskve davala Kominterna, da se ne ide u organizaciju nove vlasti (tj. da se akcije ograniče na pokret otpora bez ambicije da se započne narodnooslobodilački rat i komunističku revoluciju) i da ne ističu komunistički simboli, jer je u ovoj fazi borbe, da bi se pomoglo SSSR-u, potrebno mobilizirati što šire slojeve stanovništva. 
Nakon poraza ustanka u Srbiji i Crnoj Gori, krajem 1941. Vrhovni štab povlači se na teritorij NDH. Koncepcija vojske sastavljene samo od odreda, koje čine stanovnici nekog užeg područja i vezani su uz taj teritorij, pokazala je ozbiljne manjkavosti. Zato je u mjestu Rudo je 21. prosinca 1941. osnovana Prva proleterska brigada, kao mobilna jedinica koja se po potrebi može prebaciti na bilo koje područje gdje se vode borbe. Tijekom 1942, brigade su postale osnovne vojne jedinice, kombinirajući gerilsku i frontalnu borbu. 
Vrhovni štab od kraja siječnja 1942. boravi u Foči. Tu je donesena odluka da se uz partizanske jedinice, koje su po odlukama iz Stolica pod kontrolom komunističke partije preko komesara i komandanata koje postavlja Vrhovni štab, obrazuju i dobrovoljački odredi, koji su van političke kontrole. U njih su ušli uglavnom pobunjeni Srbi iz istočne Bosne, koji nisu htjeli prihvatiti komunističko vodstvo, ali ni pristupiti četnicima. NOPOJ mijenja ime u Narodnooslobodilačka partizanska i dobrovoljačka vojska Jugoslavije (NOP i DVJ), a u studenome 1942. preimenovani su u Narodnooslobodilačka vojska i partizanski odredi Jugoslavije.